# 圣穆理思教堂 (奥洛穆茨)
圣穆理思教堂（捷克語：Kostel svatého Mořice）是捷克共和国奥洛穆茨的一座罗马天主教教堂。它位于市中心，靠近上广场，仍是这个城市最重要的标志之一。
目前还不清楚教堂确切的建筑时间。教堂的南塔可追溯到1403年，它是建筑物最古老的部分。北塔可追溯到1412年。教堂的祝圣可能是在1492年。新哥特式的正祭台建于1861年。管风琴造于1740至1745年，是中欧地区最大的。 它们由管风琴师迈克尔·恩格勒制造。
1995年，该教堂被政府指定为国家文化地标。南塔作为了望塔可俯瞰整个城市及周边地区。